# Dis-majeur
Dis-majeur Dis-groot (afkorting Dis) is een toonsoort met als grondtoon dis.

## Toonladder
De voortekening telt negen kruisen: gis, dis, aïs, eïs en bis en fisis en cisis. Het is de parallelle toonaard van bis-mineur. De enharmonisch gelijke toonaard van Dis-majeur is Es-majeur.